# Dr. Paul Lohmann
Die Dr. Paul Lohmann GmbH & Co. KGaA ist ein deutscher Chemiekonzern mit Hauptsitz in Emmerthal in Niedersachsen. Das Unternehmen stellt Mineralsalze für die Bereiche Pharma, Biopharma, Nahrungsergänzungsmittel, Lebensmittel, Kosmetik und industrielle Anwendungen her.

## Geschichte

### Von der Gründung bis zum Ersten Weltkrieg
1873 gründeten der Apotheker Victor Sertürner und der Chemiker August Rundspaden in Hameln eine chemische Fabrik zur Herstellung von Produkten gemäß der ab 1873 im Deutschen Reich gültigen Pharmacopoea Germanica. Nach einem Zerwürfnis der Erbauer pachtete Paul Lohmann die Fabrik 1886 und erwarb sie 1887, um die Produktion fortzuführen und sich selbstständig zu machen. Hauptprodukt der Fabrik war Ferrum hydrogenio reductum (reduziertes Eisen), für dessen Entwicklung Lohmann als Student ein neues Verfahren gefunden hatte. Lohmann machte die Fabrik binnen vier Jahren profitabel.
1895 kaufte Paul Lohmann die Klussmann’sche Fabrik in Hameln, die ebenfalls Ferrum hydrogenio reductum herstellte. Da beide Fabriken die einzigen Hersteller im Deutschen Reich waren, nahm die Degussa 1887 und 1902 Kontakt mit Paul Lohmann auf, um seine Produktion zu übernehmen. Neben Pharmazeutika stellte Dr. Paul Lohmann um die Jahrhundertwende Unkrautvernichter, Putzmittel und anderes her und zählte zu den Vielproduktunternehmen. Nach der Erweiterung der Fabrik 1903 stellte Lohmann die Produktion von Ferrum reductum ein und belieferte seine Kunden mit Degussa-Produkten. Im selben Jahr schlossen sich Dr. Paul Lohmann, Degussa und Merck zu einer Ferrum-Konvention zusammen, die die Preise für das Produkt abstimmte.

### Weimarer Republik bis zum Umzug 1955 nach Emmerthal
Nach dem Tod des ältesten Sohnes Fritz 1919 trat der jüngere Bruder Rudolf Lohmann nach dem Ersten Weltkrieg in die Firma ein. 1929 kam es zum Streit um die Ausrichtung des Unternehmens. Paul Lohmann favorisierte die chemische Sparte, Rudolf Pharmazeutika und Drogerieartikel. 1931 übernahm Rudolf Lohmann die Unternehmung, verstärkte die Entwicklung pharmazeutischer Chemikalien und übergab diese Sparte 1938 an die Firma Heimbürger, die auch Lohmann gehörte. Die Erzeugung von Eisenchlorür- und Eisenchlorid-Lauge wurde ebenfalls aufgegeben. Im Zweiten Weltkrieg wurde der unternehmerische Spielraum eingeschränkt und die Produktion staatlich gelenkt. 1940 wies das Arbeitsamt der Firma Zwangsarbeiter als Arbeitskräfte zu. Rudolf Lohmann gründete nach dem Verkauf der Firma A. Heimbürger und Nachf. die Firma Lomapharm, um in ihr die pharmazeutischen Produkte zu bündeln und Auftragsarbeit für andere Pharmaunternehmen zu leisten. Nachdem die Stadt Hameln nach dem Krieg stark wuchs und die Fabrik jetzt von der Stadt umschlossen war, kaufte Rudolf Lohmann 1951 die ehemalige Hefefabrik in Emmern und 1954 die ehemalige Seifenfabrik Gomelit in Kirchohsen. Der älteste Sohn von Rudolf Lohmann, Ekkehard Lohmann, plante und organisierte den Umzug der Fabrik von Hameln nach Emmern und Kirchohsen während die Produktion unvermindert weiterging.

### Nachkriegszeit
1959 kaufte Rudolf Lohmann die Firma Neudorff. 1961 übernahm Ekkehard Lohmann die Leitung des Unternehmens. Am 11. Februar 1962 wurde der Grundstein für eine chemische Fabrik in Kalkutta gelegt, die ein Joint Venture zwischen dem Unternehmer Sen Gupta und der Dr. Paul Lohmann in Form einer Aktiengesellschaft war. Auf der Reise nach Kalkutta verhandelte Ekkehard Lohmann in St. Louis mit Mallinckrodt Pharmaceuticals, die seit 1895 von Dr. Paul Lohmann mit ferrum reductum beliefert worden war. Mallinckrodt Pharmaceuticals lizenzierte die Produktion von Eisenfumarat durch Dr. Paul Lohmann für die DACH-Region. Ab 1961 arbeiteten mehr und mehr internationale Arbeitnehmer bei Dr. Paul Lohmann. Nachdem das Joint Venture in Indien wiederholt durch die äußeren Rahmenbedingungen in Schwierigkeiten geraten war, verkaufte Dr. Paul Lohmann die Aktien der Dr. Paul Lohmann (India) Ltd. 1972 an ein Unternehmen aus Bombay.
1972 wurde eine neue Fabrik für Magnesiumsalze in Lüneburg, die im Zonenrandgebiet lag, erbaut und eröffnet. Seit 1987 produziert dort auch die Firma Neudorff.

### Rechtsstreit um das KKW Grohnde
1974 erhoben Hans Joachim und Ekkehard Lohmann Einwendungen gegen den Bau des Kernkraftwerk Grohnde, da Emissionen und klimatische Veränderungen die Produktion ihrer Firmen beeinträchtigen könnten. Ab 1976 klagten sie gegen die Errichtung des Kernkraftwerks und erreichten zunächst einen Baustopp, der 1979 vom Oberverwaltungsgericht Lüneburg aufgehoben wurde. Daraufhin legten Hans Joachim Lohmann und Ekkehard Lohmann Verfassungsbeschwerde ein, weil die Aufhebung des Baustopps gegen das Grundgesetz verstoße. 1982 entschied das Gericht, dass die Betreiber des Kernkraftwerks 12,2 Millionen Mark für Vorsorgeinvestitionen zahlen müssen, um eine Kontamination zu verhindern. Neben der Modernisierung der Produktion wurde der Umweltschutz verstärkt, insbesondere die Wasseraufbereitung.
1998 übernahm Jürgen Lohmann die Geschäftsführung und führte eine Leitung durch drei Geschäftsführer ein.

### Neuere Entwicklungen
2004 beschlossen die Geschäftsführer Jürgen Lohmann, Uwe Günther und Torsten Cuno, den Kundenservice auszubauen, etwa durch Premixe für Lebensmittelhersteller. Dafür wurde die Produktionskapazität erhöht, die Logistik optimiert und Forschung sowie Entwicklung erweitert.
Ein Jahr später eröffnete das Unternehmen Vertriebsbüros in Singapur und New York. 2007 übernahm Dr. Paul Lohmann den Geschäftsbereich Mineralsalze von Boehringer Ingelheim. 2013 wurde die Firma Lomapharm an die Private-Equity-Unternehmen (DUBAG) verkauft. 2015 eröffnet das Unternehmen ein Vertriebsbüro in Eindhoven, das neben den Niederlanden auch für Belgien und Luxemburg zuständig ist. Ein Jahr später eröffnete ein Vertriebsbüro in Paris.
2022 wurde im Zuge der Weiterentwicklung der Lohmann-Firmengruppe die Ausgliederung und Bündelung der im Wesentlichen kaufmännischen Prozesse in die Lohmann Performances GmbH beschlossen. 2023 wurde das Unternehmen von EcoVadis, weltweit agierender Anbieter von Nachhaltigkeitsbewertungen, zum dritten Mal für seine Nachhaltigkeitsmaßnahmen ausgezeichnet. Das Unternehmen erhielt die Goldmedaille, welche an die besten 5 % der bewerteten Unternehmen vergeben wird. Berücksichtigt werden dabei Maßnahmen aus den Bereichen Umwelt, Arbeit und Menschenrechte, Ethik sowie nachhaltige Beschaffung.

## Unternehmensstruktur

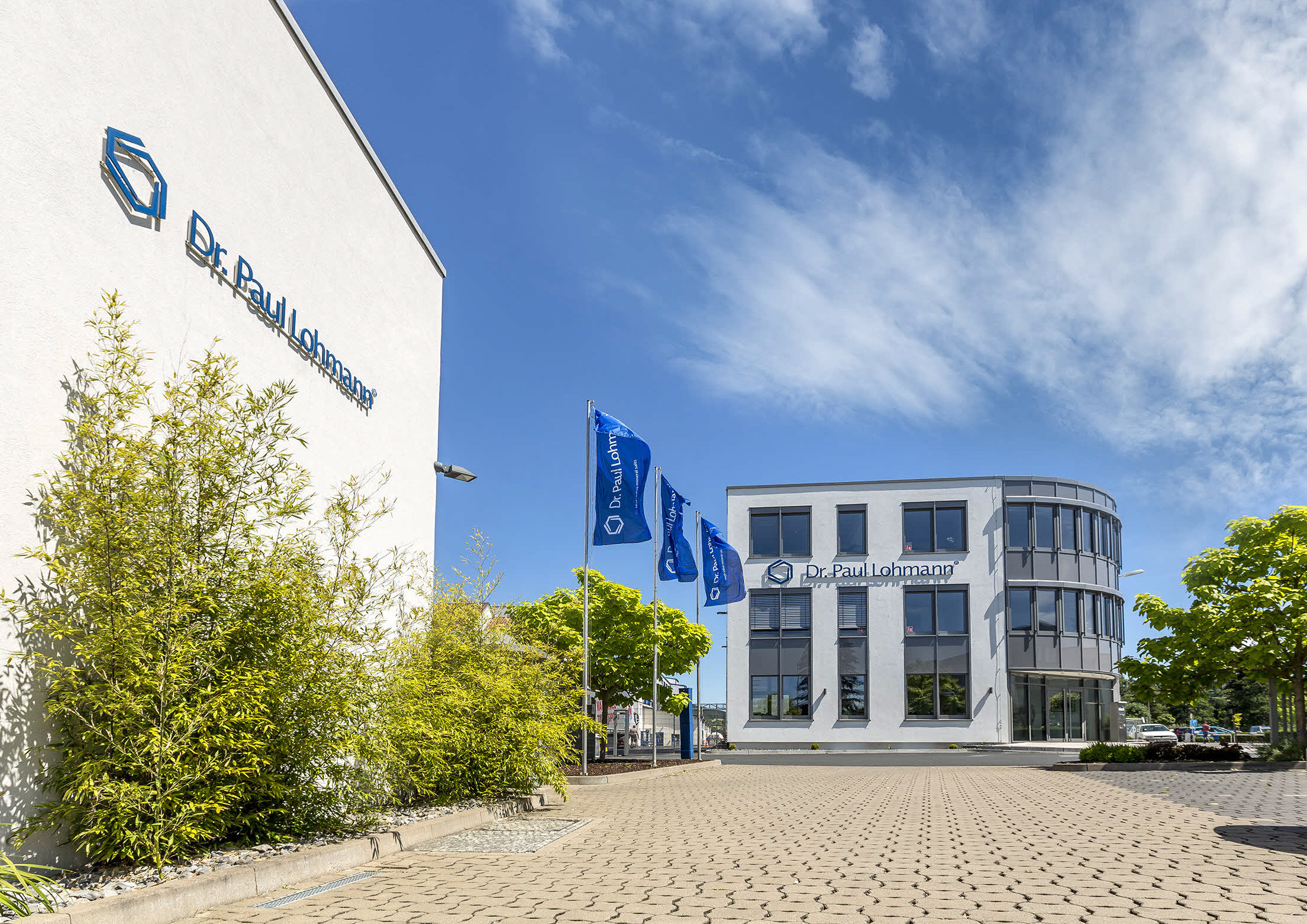
Verwaltung Werk Emmerthal

Die Dr. Paul Lohmann GmbH & Co. KGaA hat ihren Hauptsitz in Emmerthal. Im Geschäftsjahr 2022 erwirtschaftete das Unternehmen einen Umsatz von über 164 Millionen Euro. Im Jahresdurchschnitt wurden 577 Mitarbeiter beschäftigt. Zum Unternehmen gehören mehrere Tochter- und Schwestergesellschaften, wie die Rudolf Lohmann GmbH oder die W. Neudorff GmbH KG mit Sitz in Emmerthal, Niedersachsen, ein Hersteller von Pflanzenpflege- und Pflanzenschutzmitteln.

### Standorte und internationale Entwicklung
Die Produktionsstandorte der Dr. Paul Lohmann GmbH & Co. KGaA befinden sich in Deutschland in Emmerthal und in Lüneburg. Dort werden Mineralsalze entwickelt, hergestellt und verkauft.
Neben dem Hauptsitz in Emmerthal verfügt die Dr. Paul Lohmann zudem über internationale Vertriebsgesellschaften, darunter in Singapur, New York, Eindhoven und Lieusaint. Forschungs- und Entwicklungslabore befinden sich am Hauptsitz in Emmerthal sowie in Bratislava, Slowakei. Für die Produktentwicklung investierte das Unternehmen 2022 ungefähr 1,3 Millionen Euro.

## Geschäftsbereiche
Die Dr. Paul Lohmann bietet 400 verschiedene Mineralsalze mit insgesamt über 7000 unterschiedlichen Spezifikationen an. Die Mineralsalze können dabei produkt- und anwendungsspezifisch angepasst werden; beispielsweise in ihrer Schüttdichte, Benetzbarkeit, Partikelgröße, Reinheit oder ihrem pH-Wert.

### Pharma, Biopharma und Kosmetik
Im Pharmabereich bietet Dr. Paul Lohmann unter anderem aktive pharmazeutische Wirkstoffe (API) an. Hier bietet Dr. Paul Lohmann unter anderem Magnesiumoxid oder Natriumglycerophosphat als aktive pharmazeutische Wirkstoffe (API) an. Die Mineralsalze werden auch als Hilfsstoffe eingesetzt.  Unter dem Namen LomaFlow werden Magnesium- und Calciumsalze angeboten, die die Fließfertigkeit von Produkten verbessern.
Im Biopharmabereich werden die Mineralsalze in Zellkulturmedien als organische und anorganische Salze und Spurenelemente sowie als Prozesshilfsmittel eingesetzt.
Die Mineralsalze finden zudem Anwendung in verschiedenen kosmetischen Produkten.

### Lebensmittel und Nahrungsergänzungsmittel
Das Unternehmen bietet verschiedene Salze an, welche unter anderem eingesetzt werden in Getränken, Sporternährung, Milchprodukten, Fleischwaren, Backwaren oder auch Lebensmitteln für medizinische Zwecke. Im Bereich Säuglingsnahrung bietet das Unternehmen Mineralstoffe unter dem Namen LomaPure an.
Dr. Paul Lohman vertreibt zudem sogenannte Spurenelement-Triturationen; verarbeitete Mischungen von Spurenelementen, die zu einer feinen, gut löslichen Form verarbeitet werden. Diese Produkte ermöglichen eine effiziente Dosierung und Verteilung von Spurenelementen in Nahrungsergänzungsmitteln, Lebensmitteln oder Pharmazeutika. Die Triturationen verbessern die Bioverfügbarkeit und die Stabilität der Spurenelemente, wodurch sie besser vom Körper aufgenommen werden können. Hier werden Salze wie Calciumcarbonat, Tri-Calciumcitrat und Eisenfumarat angeboten. Für Milchprodukte wird zudem beispielsweise Calciumlactat Plus angeboten, welches etwa 35 % mehr Calcium als herkömmliches Calciumlactat enthält. Weiterhin wird LomaSalt angeboten, eine Produktlinie von Dr. Paul Lohmann, die speziell entwickelte Salzmischungen zur Reduktion des Natriumgehalts in Lebensmitteln umfasst.
Im Jahr 2021 wurde gemäß der Verordnung (EU) 2021/418 der Kommission, welche die Richtlinie 2002/46/EG für Nahrungsergänzungsmittel ändert, das Nahrungsergänzungsmittel Magnesiumcitrat-Malat, unter anderem hergestellt von Dr. Paul Lohmann, für die Anreicherung von Nahrungsergänzungsmitteln zugelassen.

### Industrielle Anwendungen/Lohtragon
Lohtragon ist eine im Jahr 2021 eingeführte Marke aus dem Bereich Metallsalze für industrielle Anwendungen. Hierdurch werden unter anderem die Kunststoffindustrie, Automobilindustrie, Energieindustrie, Bauchemie sowie die Bereiche Polymeradditive, Oberflächenbehandlung, chemische Synthese, Glas, Keramik und Pigmente bedient. Metallsalze werden darüber hinaus in weiteren industriellen Marktsegmenten eingesetzt. Die Marke Lohtragon umfasst ebenfalls Entwicklungsprojekte, die auf die Modifikation bestehender Produkte oder die Entwicklung neuer Formulierungen durch Anpassung chemischer und physikalischer Eigenschaften abzielen. Im Jahr 2022 wurde eine Kooperation mit AloxX und der Universität Magdeburg zur Entwicklung von Korrosionsschutzadditiven initiiert.